# ひだ流葉スキー場
ひだ流葉スキー場（ひだながれはスキーじょう）は、岐阜県飛騨市神岡町伏方にあるスキー場である。指定管理者の変更に伴い（後述）、名称をスターシュプール緑風リゾートひだ流葉 （スターシュプールりょくふうリゾートひだながれは）から変更した。

## 特色
6基のリフトに13コース、ゲレンデが2つ整備されている。かつては神岡町の町営スキー場であったが、合併後は飛騨市に引き継がれている。
旧名称の由来は、旧神岡町に「スーパーカミオカンデ」という宇宙素粒子観測施設があり、東京大学名誉教授（当時）の小柴昌俊がノーベル物理学賞を受賞したことにちなみ「星（スター）」というキーワード、「シュプール」（滑った跡）、緑風観光の「緑風」からきている。
ゲレンデには流葉温泉「ニュートリノ」がある。
山頂の国設ゲレンデの周囲にはブナ林が広がり、同ゲレンデからは北アルプスを見渡すことができることに加え、岐阜県内でも特に美しい樹氷が見られることで知られるが、樹氷は日が差すとともに落ちてしまうため、終日見られるのは冷え込みが強い場合に限られる。

## 歴史
昭和時代初期、流葉山麓は山菜の採取だけでなく、白樺の美しい高原で知られるようになり、眺望の良さもあって軽井沢に似ているとの声まで出ていた。1935年（昭和10年）に流葉一帯にスキー場を開設すべきとの声があがり、1937年（昭和12年）には、神岡鉱山の援助でヒュッテが建設され、神岡鉱山関係者がスキー教室を開いていた。1938年（昭和13年）にも全国スキー大会に地元から初参加して入賞を果たしている。
1958年（昭和33年）から1959年（昭和34年）にかけて全日本スキー連盟により調査が実施され、1959年（昭和34年）12月22日、スキー場として本格的にオープンし、1960年（昭和35年）12月には初めてスキーリフト（流葉第一リフト）が架設されたれ。以降1962年の第二リフトが架設され、1965年（昭和40年）には中部六県スキー大会が開催されるのにあたり、第三リフトが設置された。
開設当初から大会やイベントでも使用され、1962年（昭和37年）には神岡町主催の第1回スキーカーニバルが開催され、1969年（昭和44年）2月13日には第24回国民体育大会冬季大会が当スキー場を会場として開催された。これに伴い前年には、県営のスキージャンプ台を建設している。
これを前後にさらに拡張が進められ、1967年（昭和42年）に山頂（宮川村大平）を開発して第四リフトを架設し、1969年（昭和44年）には山頂に第五・第六リフトを架設、1987年（昭和62年）にはテクニカルコース・伏方コースを開設し、1989年（平成元年）12月には人工降雪機を導入、1997年（平成9年）11月には山頂レストハウス『カミーン』の完成、1998年10月にはクワッドリフトが架設された。
1982年（昭和57年）には全国中学校スキー大会が開催され、1985年（昭和60年）には純利益が過去最高を記録したものの、1980年代末期には30万人いた年間利用客も、全国的なスキー客減少や奥美濃地区に相次いでスキー場が林立した影響もあり利用者数が激減していた。これを受けて2003年（平成15年）3月25日にスキー場を大阪府大阪市に本社を置く観光バス事業者「大阪緑風観光」（のちの緑風観光）に運営を委託することで合意した。同年12月（2004年シーズン）より名称が変更になった。流葉温泉Mプラザ、教育の森、キャンプ場などの部門は引き続き神岡町→飛騨市が直営する。指定管理者制度導入後は緑風観光が指定管理者となり運営していた。
雪不足と新型コロナウイルス感染症（コロナ禍）に伴う来場者の減少に伴い、飛騨市は2020年（令和2年）に緑風観光との指定管理契約を解除。同年、当スキー場のスタッフが中心となり株式会社newflow（ニューフロー）を設立。現在、同社が指定管理者となり運営している。また、名称および運営者の変更に伴い、旧神岡町営の時代にロゴマークとして採用していたオコジョのキャラクター（3匹、町営時代は1匹）を再度起用している。

## ゲレンデ
- 第1ゲレンデ（初級・中級者向け）
- 第2ゲレンデ（初級・中級者向け）
- ジャイアントコース（中級・上級者向け）[2]
- テクニカルコース（中級・上級者向け）[2]
- パノラマコース（中級・上級者向け）[2]
- 山頂ゲレンデ（上級者向け）[2]

## その他の施設
- リフト（クワッド1基・ペア4基）[2]
- 流葉自然休養村（1979年7月28日開設）[29]
- 流葉温泉Mプラザ（2000年9月23日に温泉施設を開業後、2001年9月27日にオープン）[5][30]
- 流葉山頂レストラン「カミーン」
- 駐車場：1500台（無料、24時間利用可能）[2]

## グリーンシーズン
夏季（4月 - 11月）は、オートキャンプ場として営業している。また、ゲレンデを利用して無人航空機（ドローン）の操縦技術を学ぶドローンスクールも開設している。オートキャンプ場については、公式サイトのひだ流葉オートキャンプ場を参照。

## アクセス
自動車
- E67 中部縦貫自動車道（高山清見道路） 高山ICより約30分[2]。
- E41 東海北陸自動車道・E67 中部縦貫自動車道（高山清見道路） 飛驒清見ICより約40分。
- E8 北陸自動車道 富山ICより約60分。

公共交通機関
- 東海旅客鉄道（JR東海）高山本線 高山駅（高山濃飛バスセンター）・飛騨国府駅・飛騨古川駅より濃飛バス「古川・神岡線」で「流葉スキー場」バス停下車[31]。